# 盧西
18°27′N 78°10′W / 18.450°N 78.167°W
盧西（英語：Lucea）是牙買加的城鎮，也是漢諾威區的首府，位於該國西北部加勒比海沿岸，由康沃爾郡負責管轄，海拔高度57米，主要經濟活動是出口香料和木材，2001年人口6,002。